# Luis Landa Escober
Luis Landa Escober fue un académico hondureño, profesor de Estado, escritor, abogado y licenciado en ciencias matemáticas y físicas. Maestro Consagrado y Apóstol de la ciencia por el Congreso Nacional de Honduras 1951, doctor honoris causa por la Universidad Nacional Autónoma de Nuevo León y la Universidad Nacional Autónoma de Honduras en 1954.

## Biografía
Luis Landa Escober nació el 28 de diciembre de 1875, en el municipio de San Ignacio, departamento de Francisco Morazán, y falleció el 3 de febrero de 1977 a la edad de 102 años, en la ciudad de Tegucigalpa, capital de la república de Honduras.
Luis Landa fue hijo de los cónyuges Ramón Landa y Guadalupe Escober. De niño, Luis realizó sus estudios primarios en la escuela de la localidad de Cedros, continuando sus estudios en la ciudad de Tegucigalpa, en la cual residiría junto con su madre. Allí realizó también sus estudios secundarios en el colegio “Espíritu del Siglo” y el Instituto Nacional, por sus buenas notas, fue becado junto a Pedro P. Amaya, Manuel F. Barahona y Carlos R. Lagos por la Universidad de Chile a continuar sus estudios en aquel país sudamericano. Landa se inclinaría a estudiar en el Instituto Pedagógico de la ciudad de Santiago, el cual estaba rectorado por el Profesor Domingo Amunátegui Solar, después de tres años de estudios Luis Landa obtendría su diploma de Profesor de Estado en Ciencias Físicas y Naturales,en 1899 por la Universidad de Chile.

## Cargos desempeñados

### Como catedrático
De regreso a su país natal, el profesor Luis Landa fue nombrado Inspector de educación primaria en el departamento de Comayagua según la nueva disciplina educativa implantada en Honduras bajo la presidencia del doctor Marco Aurelio Soto.
- Director del colegio “León Alvarado” seguidamente le fue otorgado la dirección de la Escuela de Varones n.º 1 (ahora renombrada como General Francisco Morazán) en la ciudad de Tegucigalpa.
- Catedrático en el Instituto Nacional de Tegucigalpa.
- Catedrático en la Academia Militar de Honduras, en Tegucigalpa.
- Catedrático de la Escuela Normal de Varones en Tegucigalpa.
- Catedrático de la Escuela Normal de Señoritas en Tegucigalpa.[2]

Las asignaturas que servía fueron: Metodología, Pedagogía, Física, Química, Mineralogía, Botánica y Práctica escolar.

### Cargos públicos
- Director General de Enseñanza Primaria.1900
- Secretario de Educación Pública 1919
- Subsecretario de Educación Pública, en la administración de Francisco Bográn Barahona. 1920
- Tesorero General de Instrucción Pública.
- Diputado a la Asamblea Nacional Legislativa.
- Miembro del Tribunal Superior de Cuentas de Honduras.
- Asesor Jurídico del Ministerio de Educación Pública de Honduras.1955-1957
- Cónsul Ad-honorem de Honduras, en la república de Chile. 1921-1977

En 1905, varios intelectuales capitalinos amantes de las letras y el arte, incluidos Rómulo Ernesto Durón, Luis Landa Escober, Froylán Turcios, Esteban Guardiola, Augusto C. Coello, formaron un comité para conmemorar los trescientos años de la obra Don Quijote de la Mancha de Miguel de Cervantes, en tal sentido, solicitaron al presidente de Honduras, el General Manuel Bonilla Chirinos la construcción de un teatro nacional en honor al escritor español, el cual se realizaría y es hoy el Teatro Nacional Manuel Bonilla.
En 1915, el profesor Luis Landa fue invitado por el Instituto Carnegie junto a los notables hondureños Rómulo Ernesto Durón, Fausto Dávila, Carlos Alberto Uclés, Ricardo Urrutia y Guillermo Campos para asistir al Segundo Congreso Científico Panamericano, a realizarse en la ciudad de Washington D. C., asimismo aprovechando la estancia en los Estados Unidos de América; Landa, visitó la Universidad de Harvard, la Universidad de Boston en Massachusetts, la Universidad de Baltimore, la Universidad de Nueva York, la Universidad de Princeton y la Universidad Estatal de Pensilvania en la ciudad de Filadelfia con el fin de entablar lazos de cordialidad y educativos.

### Reconocimientos póstumos
- Escuela Luis Landa, nombrada así en su honor a un centro educativo en la ciudad de Tegucigalpa, por la Alcaldía municipal en 1932.
- Socio Honorario, otorgado por la Sociedad de Maestros de la ciudad de San Pedro Sula, en fecha 17 de septiembre de 1935.
- Maestro Consagrado y Apóstol de la Ciencia, Título otorgado mediante Decreto n.º 87 emitido por el Congreso Nacional de Honduras en fecha 6 de marzo de 1951.
- Socio Honorario, otorgado por la Sociedad de Geografía e Historia de Honduras.
- Doctor honoris causa en Ciencias naturales otorgado por la Universidad Nacional Autónoma de Honduras en 1954
- Promoción “Luis Landa" nombrado así en su honor en 1958

### Condecoraciones
- Medalla de Oro y Diploma, por la Sociedad de Maestros de San Pedro Sula, en 1932.
- Diploma de Honor, por el Ministerio de Educación Pública de Honduras, por los servicios prestados en pro de la educación.
- Medalla de Oro, de la Orden José Cecilio del Valle, en 1954.
- Gran Cruz Placa de Plata, de la Orden de Francisco Morazán en 1960.
- Pergamino consagrado al “Maestro Hondureño”, otorgado por la Escuela Normal de Señoritas de Tegucigalpa en 1955
- Medalla de Oro y Diploma de Honor como tributo otorgado por la Sociedad de Geografía e Historia de Honduras el 28 de diciembre de 1958.
- Pergamino, otorgado por el Liceo “Luis Landa” de la ciudad de Tegucigalpa en 1959.
- Medalla de Oro, en segundo Grado de la Orden Ramón Rosa. 1966
- Orden Bernardo O'Higgins en grado de Comendador
- Medalla de oro del Instituto Científico de Lebu Chile en 1942
- Condecoración al MÉRITO,en el grado de Oficial, otorgado por el Gobierno de Chile el 9 de julio de 1946

## Membresías
- Miembro de la Academia Hondureña de la Lengua.
- Miembro Honorario de la Real Academia Española de Tegucigalpa.
- Miembro de la Academia Americana de la Historia y de la Ciencia de la república de la Argentina.
- Socio del Centro de Ciencias, Letras y Artes de Capitanes, Sao Pablo, Brasil.
- Miembro Honorario de la Sociedad de Maestros de Honduras.
- Miembro Honorario de la Sociedad Geografía e Historia de Honduras, en la cual llegó a ser Tesorero.
- Miembro Honorario del Club Rotario de Tegucigalpa.

## Obras publicadas
Debido a sus amplios conocimientos e investigaciones en Ciencias naturales el profesor Luis Landa, incursionó en editar sus trabajos con fines didácticos, tanto en ciencias como en otros aspectos educativos:
- "“Temas Geográficos de Enseñanza Primaria” (1913)
- "Rumbos de La Enseñanza"
- ”Botánica sistemática”, Editorial Tipo litografía Aristón, (1940)

"Nociones de Botánica" (1960)
- ”Aves de rapiña”
- ”Aves regionales de Honduras” (1970)
- ”El Derrotero” (Manual de Educación cívica
- ”Dibujo escolar” (Procedimientos básicos)
- ”Patrón caligráfico”
- "Teoría Algo-Heurística"[5]

Con fines históricos:
- ”Influencia de Chile en la cultura de Honduras” (1969) obra que escribió mediante su estadía en aquel país de Sudamérica, cuando fungía como Cónsul.
- "Mis Memorias" (1971) opúsculo de su vida
- Varios artículos en revistas y periódicos sobre ciencias naturales.